# (772) Tanete
(772) Tanete – planetoida z pasa głównego asteroid okrążająca Słońce w ciągu 5 lat i 76 dni w średniej odległości 3 au. Została odkryta 19 grudnia 1913 roku w Landessternwarte Heidelberg-Königstuhl w Heidelbergu przez Adama Massingera. Nazwa pochodzi od miejscowości Tanete na wyspie Celebes. Przed nadaniem nazwy planetoida nosiła oznaczenie tymczasowe (772) 1913 TR.